# Жуазейру (мікрорегіон)
Жуазейру (порт. Microrregião de Juazeiro) — мікрорегіон в Бразилії, входить в штат Баїя. Складова частина мезорегіону Валі-Сан-Франсіскану-да-Баїя. Населення становить 448 192 чоловік на 2005 рік. Займає площу 55 830,454 км². Густота населення — 8,0 чол./км².

## Склад мікрорегіону
До складу мікрорегіону включені наступні муніципалітети:
1. Кампу-Алегрі-ді-Лордіс
2. Каза-Нова
3. Кураса
4. Жуазейру
5. Пілан-Аркаду
6. Ремансу
7. Сенту-Се
8. Собрадінью

| Бразилія | Це незавершена стаття з географії Бразилії. Ви можете допомогти проєкту, виправивши або дописавши її. |